# Edgerton (Missouri)
Pour les articles homonymes, voir Edgerton.
Edgerton est une ville du comté de Platte, dans le Missouri, aux États-Unis,. Située au nord-est du comté, elle est incorporée en 1883.

## Démographie
Lors du recensement de 2010, la ville comptait une population de 546 habitants. Elle est estimée, en 2016, à 587 habitants.

## Personnalités liées
- Margie Hart (1913-2000), strip-teaseuse et figure du burlesque

### Source de la traduction
- (en) Cet article est partiellement ou en totalité issu de l’article de Wikipédia en anglais intitulé « Edgerton, Missouri » (voir la liste des auteurs).